# Oblężenie Tall az-Zatar
Oblężenie Tall az-Zatar – walki pomiędzy milicjami chrześcijańskim a zbrojnymi formacjami palestyńskimi o kontrolę nad bejruckim obozem dla uchodźców Tall az-Zatar podczas wojny domowej w Libanie.

## Tall az-Zatar
Powstały w 1948 r. obóz uchodźców Tall az-Zatar mieścił się w północno-wschodnim Bejrucie i był największym oraz najlepiej umocnionym obozem palestyńskim. Obejmował terytorium o powierzchni ok. 1,85 km², był podzielony na pięć części zarządzanych przez poszczególne frakcje OWP: Al-Fatah, Ludowy Front Wyzwolenia Palestyny – Główne Dowództwo (Ahmad Dżibril), Ludowy Front Wyzwolenia Palestyny (Georges Habasz), Ludowo-Demokratyczny Front na rzecz Wyzwolenia Palestyny oraz As-Sa’ika. Posiadał silne fortyfikacje, bunkry i wiele podziemnych tuneli, tworzących skomplikowany system obronny. Broniło go ok. 2,5 tys. fedainów przemieszanych z ludnością cywilną. Z terenu obozu Palestyńczycy mogli swobodnie ostrzeliwać dzielnice chrześcijańskie we wschodnim Bejrucie.

## Przebieg walk
4 stycznia 1976 r. powstał wokół obozu zbrojny kordon złożony z członków milicji Tanzim i Grupy Marouna Khoury’ego. Pierwszy szturm na pozycje palestyńskie nastąpił 22 czerwca. W ataku wzięło udział 500 „Tygrysów”, 500 Strażników Cedrów, 300 żołnierzy z formacji Tanzim i stuosobowy oddział z tzw. Grupy Marona Khoury’ego, do których przyłączyło się 100 falangistów Williama Hawiego. Dowództwo sił chrześcijańskich spoczywało w rękach rady, w skład której wchodzili: Dany Szamun (Ahrar), Etienne Sakr, Charles Akl (obaj SC), Georges Adwan (Tanzim), Maron Khoury (GMK), a ze strony libańskiej armii Michel Aoun i Fuad Malek.
Walkom o Tall az-Zatar towarzyszyły ciężkie boje w samej stolicy i terenach na północ od Bejrutu, zwłaszcza w mieście Ain Tura, położonym między Zahle i Dżuniją; równocześnie ruszyła palestyńska ofensywa w północnym Libanie. Podczas zaciętych starć Palestyńczykom udało się nawet przerwać pierścień oblężenia. Mimo rozkazów dowódców chrześcijańskich zdarzały się przypadki mordowania cywilów. 29 czerwca chrześcijanie zajęli obóz Dżisr al-Basza. W lipcu do oblegających dołączyło kolejnych 100 falangistów i 350 „Tygrysów” wycofanych z innych frontów. Sytuacja obrońców stała się beznadziejna, kiedy 6 sierpnia oddziały chrześcijańskie zdobyły sąsiednią, muzułmańską dzielnicę Nabaa. Siły atakujących wzrosły do ponad 2000 żołnierzy. Dzięki mediacjom Czerwonego Krzyża udało się kilkakrotnie ogłosić zawieszenie broni. Pozwoliło to ewakuować większość cywilów. 12 sierpnia, po 52 dniach oblężenia, Tall az-Zatar padł.

## Następstwa
Straty poniesione podczas batalii były poważne. Po stronie palestyńskiej zginęło ok. 2 tys. osób, ponad 4 tys. było rannych. Poległo ponad 400 członków chrześcijańskich milicji. Ewakuowaną ludność cywilną rozmieszczono w innych obozach palestyńskich oraz w zdobytym przez OWP mieście Damur.